# Dasineura phyteumatis
Dasineura phyteumatis is een muggensoort uit de familie van de galmuggen (Cecidomyiidae). De wetenschappelijke naam van de soort is voor het eerst geldig gepubliceerd in 1885 door F. Low.